# Craterosiphon louisii
Craterosiphon louisii är en tibastväxtart som beskrevs av Rudolf Wilczek och André Georges Marie Walter Albert Robyns. Craterosiphon louisii ingår i släktet Craterosiphon och familjen tibastväxter. Inga underarter finns listade i Catalogue of Life.